# Stentjärnen (Undersåkers socken, Jämtland, 700267-135878)
Stentjärnen är en sjö i Åre kommun i Jämtland och ingår i Indalsälvens huvudavrinningsområde. Stentjärnen ligger i Vålådalen Natura 2000-område.